# Agrostis aemula
Agrostis aemula är en gräsart som beskrevs av Robert Brown. Agrostis aemula ingår i släktet ven, och familjen gräs. Inga underarter finns listade i Catalogue of Life.